# Russischer Fußball-Supercup
Der Russische Fußball-Supercup (russisch Суперкубок России) ist ein seit 2003 ausgetragener Wettbewerb im Fußball, bei dem zu Beginn einer Saison der russische Meister und russische Pokalsieger der abgelaufenen Saison in einem einzigen Spiel aufeinandertreffen. War der Meister mit dem Pokalsieger identisch, so spielte er gegen den Vizemeister der Vorsaison.

## Die Endspiele im Überblick
| Jahr | Meister                | Ergebnis             | Pokalsieger / -finalist |
| ---- | ---------------------- | -------------------- | ----------------------- |
| 2003 | Lokomotive Moskau      | 1:1 n. V., 4:3 i. E. | PFK ZSKA Moskau         |
| 2004 | PFK ZSKA Moskau        | 3:1 n. V.            | Spartak Moskau          |
| 2005 | Lokomotive Moskau      | 1:0                  | Terek Grosny            |
| 2006 | PFK ZSKA Moskau        | 3:2                  | Spartak Moskau          |
| 2007 | PFK ZSKA Moskau        | 4:2                  | Spartak Moskau          |
| 2008 | Zenit Sankt Petersburg | 2:1                  | Lokomotive Moskau       |
| 2009 | Rubin Kasan            | 1:2 n. V.            | PFK ZSKA Moskau         |
| 2010 | Rubin Kasan            | 1:0                  | PFK ZSKA Moskau         |
| 2011 | Zenit Sankt Petersburg | 1:0                  | PFK ZSKA Moskau         |
| 2012 | Zenit Sankt Petersburg | 0:2                  | Rubin Kasan             |
| 2013 | PFK ZSKA Moskau        | 3:0                  | Zenit Sankt Petersburg  |
| 2014 | PFK ZSKA Moskau        | 3:1                  | FK Rostow               |
| 2015 | Zenit Sankt Petersburg | 1:1 n. V., 4:2 i. E. | Lokomotive Moskau       |
| 2016 | PFK ZSKA Moskau        | 0:1                  | Zenit Sankt Petersburg  |
| 2017 | Spartak Moskau         | 2:1 n. V.            | Lokomotive Moskau       |
| 2018 | Lokomotive Moskau      | 0:1 n. V.            | PFK ZSKA Moskau         |
| 2019 | Zenit Sankt Petersburg | 2:3                  | Lokomotive Moskau       |
| 2020 | Zenit Sankt Petersburg | 2:1                  | Lokomotive Moskau       |
| 2021 | Zenit Sankt Petersburg | 3:0                  | Lokomotive Moskau       |
| 2022 | Zenit Sankt Petersburg | 4:0                  | Spartak Moskau          |
| 2023 | Zenit Sankt Petersburg | 0:0, 5:4 i. E.       | PFK ZSKA Moskau         |
| 2024 | Zenit Sankt Petersburg | 4:2                  | FK Krasnodar            |
| 2025 | FK Krasnodar           | 0:1                  | PFK ZSKA Moskau         |

### Rangliste der Sieger und Finalisten
| Verein                 | Titel | Jahr(e)                                              | ET |
| ---------------------- | ----- | ---------------------------------------------------- | -- |
| Zenit Sankt Petersburg | 9     | 2008, 2011, 2015, 2016, 2020, 2021, 2022, 2023, 2024 | 12 |
| PFK ZSKA Moskau        | 8     | 2004, 2006, 2007, 2009, 2013, 2014, 2018, 2025       | 13 |
| Lokomotive Moskau      | 3     | 2003, 2005, 2019                                     | 9  |
| Rubin Kasan            | 2     | 2010, 2012                                           | 3  |
| Spartak Moskau         | 1     | 2017                                                 | 5  |
| Terek Grosny           |       |                                                      | 1  |
| FK Krasnodar           |       |                                                      | 1  |
| FK Rostow              |       |                                                      | 2  |